# Pterobryopsis stolonacea
Pterobryopsis stolonacea är en bladmossart som beskrevs av Brotherus 1906. Pterobryopsis stolonacea ingår i släktet Pterobryopsis och familjen Pterobryaceae. Inga underarter finns listade i Catalogue of Life.